# Diacyclops palustris
Diacyclops palustris – gatunek widłonoga z rodziny Cyclopidae, nazwa naukowa gatunku została po raz pierwszy opublikowana w 1988 roku przez amerykańską biolog Janet W. Reid z Smithsonian Institution, National Museum of Natural History w Waszyngtonie. Gatunek ten został ujęty w Katalogu Życia.